# Efecto estroboscópico
El efecto estroboscópico es un efecto óptico que produce el movimiento ilusorio necesario para la proyección cinematográfica. Descubierto por Sigmund Exner, posteriormente Max Wertheimer, de la corriente de la Gestalt, lo desarrolla y estudia en mayor profundidad. Su experimento consiste en poner dos barras de luz a un centímetro de distancia e ir variando la velocidad en que se encienden las luces y el intervalo hasta lograr que se perciba un movimiento continuo. Lo consigue entre los 60 y los 200 milisegundos (a mayor velocidad, la iluminación parece simultánea y, a menor, se distingue claramente que primero se ilumina una y luego la otra).
En este fenómeno están basados los estroboscopios, empleados para examinar con detalle y sin contacto físico el comportamiento de partes mecánicas en movimiento. Los estroboscopios serán uno de los elementos previos al proyector cinematográfico que se basa en este efecto para la percepción del movimiento continuo entre fotogramas.
Los destellos de iluminación normalmente son producidos mediante una lámpara de descarga gaseosa como, por ejemplo, una lámpara fluorescente, aunque generalmente se emplean lámparas de flash por su mayor intensidad luminosa.
Corrección: La corrección de este efecto se realiza alternando luminarias sobre las distintas fases con suministros trifásicos con un retraso de 120° respecto al anterior.
El efecto estroboscópico también puede corregirse en las lámparas fluorescentes colocando un condensador en serie con la lámpara.